# Adam Bradbury
Adam Richard Bradbury (ur. 22 sierpnia 1991 w Stoke-on-Trent) – angielski siatkarz, grający na pozycji przyjmującego, reprezentant Anglii. Od sezonu 2018/2019 jest zawodnikiem w szwedzkiej drużynie Hylte VBK.

## Sukcesy klubowe
Puchar Anglii:
- 2018

Mistrzostwo Anglii:
- 2018

Mistrzostwo Szwecji:
- 2019